# Никулин, Валерий Афанасьевич
Валерий Афанасьевич Никулин (9 марта 1949, Легница, Вроцлавское воеводство — 18 марта 2016, Москва) — советский комсомольский и партийный деятель, российский государственный деятель, управляющий коммерческих компаний. Начальник Всесоюзного пионерского лагеря «Артек» (1982-1983). Управляющим делами ЦК ВЛКСМ (1984-1986). Первый секретарь Евпаторийского горкома КПУ (1986—1989). Вице-президент Российского союза промышленников и предпринимателей (1992—2008).

## Биография
Родился 9 марта 1949 году в городе Легница, Польша. В 1969 году окончил Егорьевское авиационно-техническое училище, начал работать в Симферопольском авиаотряде, техник, старший инженер техотдела, секретарь комитета комсомола. Окончил окончил специальный факультет Института стран Азии и Африки МГУ им. М. В. Ломоносова в 1975 году. Окончил Киевский институт инженеров гражданской авиации в 1976 году. В 1975 году избирается первым секретарем Симферопольского горкома ЛКСМ Украины, а затем Крымского обкома (1978—1981). В 1982—1983 годах начальник Всесоюзного пионерского лагеря «Артек». Организовал приём американской школьницы Саманты Смит, реконструкцию лагеря «Лазурный», запуск новых образовательно-культурных объектов комплекса лагерей «Горный» и строительство экспериментального жилого дома для работников "лагеря.
Управляющим делами ЦК ВЛКСМ в 1984—1986 годах. Окончил в 1985 году Академию общественных наук при ЦК КПСС.
С 1986 по 1989 год первый секретарь Евпаторийского горкома КПУ. В апреле-сентябре 1990 года заместитель председателя исполкома Крымского облсовета.
С 1990 по 1992 год В. А. Никулин являлся начальником Финансово-хозяйственного управления Аппарата Президента СССР, заместителем начальника Главного управления Федеральной службы охраны при Президенте РФ. Полковник запаса.
Вице-президент Российского союза промышленников и предпринимателей с 1992 по 2008 год куда был приглашен А. И. Вольским. В 1993 году руководитель избирательного штаба блока «Гражданский союз». В декабре 1995 года баллотировался в Государственную Думу РФ по федеральному списку объединения «Мое Отечество». Председатель совета директоров группы «Военно-страховая компания» (декабрь 1996). Советник председателя совета директоров ОАО "МХК «ЕвроХим» (2008—2016).
Был членом правления Российско-болгарского банка; избирался председателем Совета директоров Промышленно-финансовой компании, председатель наблюдательного совета группы компаний «Русское золото» с июля 2001 года. Член правления, член совета попечителей возрождённого Московского Английского клуба.
Доктор философии.
Умер 18 марта 2016 после тяжёлой болезни. Похоронен на Троекуровском кладбище.

## Награды
- два ордена «Знак Почета»,
- орден Дружбы,
- медали,
- благодарность Президента РФ[2].